# Półmrok (album)
Półmrok – drugi album studyjny polskiego zespołu muzycznego Tulia. Wydawnictwo ukazało się 21 maja 2021 nakładem wytwórni muzycznej Universal Music Polska.
Na podstawowym wydaniu albumu znalazło się dziesięć autorskich utworów i dwa utwory dodatkowe, w tym cover utworu „Długość dźwięku samotności” zespołu Myslovitz i utwór „Fire of Love (Pali się)”, który reprezentował Polskę w 64. Konkursie Piosenki Eurowizji.
Promocję Półmroku rozpoczęto w listopadzie 2019, wraz z premierą pierwszego promującego singla – „Rzeka”. 4 grudnia 2020 wydany został drugi utwór, „Burza”. Następnym singlem została piosenka „Marcowy”. W dniu premiery albumu studyjnego została wydana piosenka – „Przepięknie”. 13 sierpnia 2021 wydano singel „Narkotyk”.
W marcu 2022 wydawnictwo uzyskało nominację do nagrody polskiego przemysłu fonograficznego Fryderyka w kategorii „album roku muzyka korzeni / blues”.

## Lista utworów
Opracowano na podstawie materiału źródłowego.
| Nr  | Tytuł utworu                                   | Słowa                                           | Muzyka                                                                             | Długość |
| --- | ---------------------------------------------- | ----------------------------------------------- | ---------------------------------------------------------------------------------- | ------- |
| 1.  | „Marcowy”                                      | Sonia Krasny                                    | Nadia Dalin                                                                        | 3:04    |
| 2.  | „Półmrok”                                      | Sonia Krasny                                    | Nadia Dalin                                                                        | 3:35    |
| 3.  | „Burza”                                        | Sonia Krasny                                    | Nadia Dalin                                                                        | 4:18    |
| 4.  | „Walcz”                                        | Sonia Krasny                                    | Nadia Dalin                                                                        | 4:27    |
| 5.  | „Samotność”                                    | Sonia Krasny                                    | Nadia Dalin                                                                        | 2:28    |
| 6.  | „Rzeka”                                        | Sonia Krasny                                    | Nadia Dalin                                                                        | 3:33    |
| 7.  | „Narkotyk”                                     | Sonia Krasny                                    | Nadia Dalin                                                                        | 2:22    |
| 8.  | „Czas”                                         | Sonia Krasny                                    | Nadia Dalin                                                                        | 3:03    |
| 9.  | „Noc”                                          | Sonia Krasny                                    | Nadia Dalin                                                                        | 4:54    |
| 10. | „Przepięknie”                                  | Sonia Krasny, Patrycja Nowicka                  | Nadia Dalin                                                                        | 3:35    |
| 11. | „Długość dźwięku samotności” (utwór dodatkowy) | Artur Rojek, Przemysław Myszor, Wojciech Powaga | Artur Rojek, Jacek Kuderski, Przemysław Myszor, Wojciech Kuderski, Wojciech Powaga | 3:53    |
| 12. | „Fire of Love (Pali się)” (utwór dodatkowy)    | Sonia Krasny, Allan Rich, Jud Friedman          | Nadia Dalin                                                                        | 2:45    |
|     |                                                |                                                 |                                                                                    | 41:57   |

## Wyróżnienia
| Rok  | Konkurs        | Kategoria                         | Rezultat  |
| ---- | -------------- | --------------------------------- | --------- |
| 2022 | Fryderyki 2022 | Album roku muzyka korzeni / blues | Nominacja |